# Carabina Burnside
A carabina Burnside foi uma das primeiras carabinas de ação pivotante por retrocarga, amplamente utilizada durante a Guerra Civil Americana. Em termos de quantidade, só foi superada pelas carabinas Sharps e Spencer.

## Projeto
Foi projetada e patenteada por Ambrose Burnside, que renunciou ao seu posto no Exército dos EUA para se dedicar em tempo integral ao trabalho com a arma. A carabina usava um cartucho de latão de peculiar formato cônico, também inventado por Burnside. Este cartucho continha uma bala e pólvora, mas nenhuma espoleta. 
| Ilustrações da patente do mecanismo Burnside (acima). Close do mecanismo de ação do Burnside (abaixo). |  | O bastante peculiar cartucho Burnside. |

Pressionar os dois protetores de gatilho da arma abria o bloco da culatra e permitia ao usuário inserir um cartucho. Quando o gatilho era acionado, o cão atingia uma espoleta de percussão externa, causando uma fagulha; um orifício na base do cartucho, permitia que a fagulha atingisse a pólvora negra. O cartucho de formato cônico exclusivo vedava a junta entre o cano e a culatra. A maioria das outras armas por retrocarga da época tendiam a vazar gás quente quando disparadas, mas o projeto de Burnside eliminou esse problema.

## Histórico de serviço

Soldado em uniforme da União com carabina Burnside, revólver e espada.

Em 1857, a carabina Ryon Burnside venceu uma competição em West Point contra 17 outros projetos de carabina. 
Apesar disso, poucas carabinas foram imediatamente encomendadas pelo governo, mas isso mudou com a eclosão da Guerra Civil, quando mais de 55.000 foram encomendadas para uso por cavaleiros da União. Isso a tornou a terceira carabina mais popular da Guerra Civil; apenas a carabina Sharps e a carabina Spencer foram mais amplamente usadas.
As carabinas Burnside estiveram em ação em todos os teatros da guerra. Havia tantas em serviço que muitas foram capturadas e usadas pelos Confederados. Uma reclamação comum dos usuários era que o cartucho de formato incomum às vezes ficava preso na culatra após o disparo.
Com base no retorno de material bélico e requisições de munição, estimou-se que 43 regimentos de cavalaria da União estavam usando a carabina Burnside durante o período de 1863-1864. Além disso, 7 unidades de cavalaria confederadas estavam pelo menos parcialmente armadas com a arma durante este mesmo período.
Cinco modelos diferentes foram produzidos. A produção foi interrompida no final da Guerra Civil, quando a Burnside Rifle Company recebeu um contrato para fabricar carabinas Spencer.

## Efeito da carabina na carreira de Burnside
Embora fosse um oficial militar fraco (e não muito orgulhoso para admitir), Ambrose Burnside subiu na hierarquia em boa parte porque sua carabina era muito conhecida. Ele foi pressionado várias vezes pelo presidente Lincoln para assumir o comando do Exército da União do Potomac. Ele recusou repetidamente, dizendo: "Eu não era competente para comandar um exército tão grande como este". Quando ele finalmente aceitou o comando, ele liderou o Exército do Potomac para a derrota na Batalha de Fredericksburg. A batalha em si, e a ofensiva abortada subseqüente deixaram os oficiais de Burnside "reclamando em voz alta à Casa Branca e ao Departamento de Guerra sobre sua incompetência". Ele também teve um desempenho ruim na Batalha de Spotsylvania Court House, e um tribunal de inquérito o culpou pelo fracasso da União na Batalha da Cratera, embora a culpa tenha sido retirada dele mais tarde.